# نيلسون سافيدرا
نيلسون سافيدرا (بالإسبانية: Nelson Saavedra)‏ (6 أبريل 1988 بسانتياغو في تشيلي - ) هو مدرب كرة قدم ولاعب كرة قدم تشيلي في مركز الدفاع. شارك مع منتخب تشيلي تحت 20 سنة لكرة القدم. أما مع النوادي، فقد لعب مع أتلتيكو غويانيينسي وأوداكس إيتاليانو وسانتياغو واندررز ونادي أوهيجينس ونادي بالستينو ونادي ساو باولو ونادي فيتوريا واتحاد سان فيليبي ‏ ونادي كوبريلوا.

## وصلات خارجية
- نيلسون سافيدرا على موقع قاعدة بيانات كرة القدم.إي يو (الإنجليزية)
- نيلسون سافيدرا على موقع Soccerway.com (الإنجليزية)
- نيلسون سافيدرا على موقع AS.com (الإسبانية)